# 新亭駅
新亭駅（シンジョンえき）は大韓民国ソウル特別市陽川区新亭洞にある、ソウル交通公社5号線の駅である。駅番号は519。

## 歴史
- 1996年8月12日 - ソウル特別市都市鉄道公社（当時）5号線の駅として開業。
- 2017年5月31日 - ソウル特別市都市鉄道公社とソウルメトロが統合され、ソウル交通公社の駅となる。

## 駅構造
相対式ホーム2面2線の地下駅。

### のりば
案内上ののりば番号は設定されていない。 
| 上り | 5号線 | カチ山・金浦空港・傍花方面                   |
| 下り | 5号線 | 汝矣島・光化門・上一洞・河南黔丹山・馬川方面 |

## 利用状況
近年の一日平均利用人員推移は下記のとおり。
| 路線  | 路線     | 2000年 | 2001年 | 2002年 | 2003年 | 2004年 | 2005年 | 2006年 | 2007年 | 2008年 | 2009年 | 出典  |
| ----- | -------- | ------ | ------ | ------ | ------ | ------ | ------ | ------ | ------ | ------ | ------ | ----- |
| 5号線 | 乗車人員 | 11,799 | 12,430 | 12,705 | 12,878 | 12,672 | 13,134 | 13,267 | 13,004 | 12,872 | 12,837 | [ 1 ] |
| 5号線 | 降車人員 | 9,550  | 9,903  | 9,985  | 10,735 | 10,468 | 10,824 | 10,443 | 10,028 | 9,800  | 9,661  | [ 1 ] |
| 5号線 | 乗降人員 | 21,349 | 22,332 | 22,690 | 23,613 | 23,139 | 23,957 | 23,710 | 23,032 | 22,672 | 22,498 | [ 1 ] |
| 路線  | 路線     | 2010年 | 2011年 | 2012年 | 2013年 | 2014年 | 2015年 | 2016年 |        |        |        | [ 1 ] |
| 5号線 | 乗車人員 | 12,869 | 13,467 | 14,208 | 14,412 | 14,547 | 14,698 | 14,648 |        |        |        | [ 1 ] |
| 5号線 | 降車人員 | 9,495  | 10,558 | 11,398 | 11,646 | 11,729 | 11,750 | 11,651 |        |        |        | [ 1 ] |
| 5号線 | 乗降人員 | 22,364 | 24,025 | 25,607 | 26,058 | 26,276 | 26,448 | 26,299 |        |        |        | [ 1 ] |

## 駅周辺
周辺は商業地、住宅地が混在している。2号線新亭ネゴリ駅は南西へ500mほど離れている。
- 陽江中学校（朝鮮語版）
- ソウル陽東初等学校（朝鮮語版）
- 新亭5派出所
- 新亭4洞住民センター
- 新亭1洞郵便局
- 新亭4派出所
- ソウル南部地方法院（朝鮮語版）
- ソウル南部地方検察庁（朝鮮語版）
- 新西高等学校（朝鮮語版）
- ソウル映像高等学校（朝鮮語版）

## 隣の駅
ソウル交通公社
 5号線
カチ山駅 (518) - 新亭駅 (519) - 木洞駅 (520)